# Čeněk Haužvic
Čeněk Haužvic (5. dubna 1882 Praha – 4. července 1961 Kaliště) byl divizní generál.

## Život
Byl synem Hynka Haušvice a Emilie rozené Teuchertové. Svou celoživotní dráhu vojáka zahájil po absolvování německé reálky na Kadetní škole pěchoty v Pešti (Infanterie-Kadetten-Schule). Od srpna roku 1900 byl poručíkem u rakouského Pěšího pluku 96 (Infanterie-Regiment Nr. 96). Mezi roky 1905 až 1907 absolvoval studia na Válečné škole ve Vídni (Kriegs-Schule). Následně působil opět u Pěšího pluku 96, s nímž sloužil v různých posádkách v jižní Dalmácii. Od listopadu 1907 byl přidělen ke generálnímu štábu 1. sborového velitelství v Krakově. Po začátku 1. světové války působil Čeněk Haušvic na srbské frontě jako důstojník generálního štábu. Za války prošel italskou frontou a v květnu 1916 byl jmenován přednostou zpravodajského oddělení štábu u General-Gouvernementu v Lublinu (K. u. K. Militärgeneralgouvernement für das öst.-ung. Okkupationsgebiet in Polen). Na tomto postu působil do konce října 1918.
Jeho silné vlastenecké smýšlení bylo důvodem k přestupu do vznikajících vojenských složek československého státu. Po návratu z Polska počátkem listopadu 1918 vykonal Čeněk Haušvic přísahu nově vzniklé Československé republice.
Vznik vojenské zpravodajské služby Československa byl spjat s činností francouzské vojenské mise, vedené generálem Mauricem Pellé coby náčelníkem Hlavního štábu v Praze, a pplk. Marcelem Ihlerem. Čeněk Haušvic se v té době začal psát jako Haužvic, zastával funkci přednosty Zpravodajského oddělení zemského vojenského velitelství v Praze. Byl jedním z mála zkušených zpravodajských důstojníků působících ve zpravodajských funkcích již za Rakouska-Uherska. Zasloužil se nedocenitelnou měrou o bezpečí a ochranu rodné vlasti jak před sudetskými Němci, kteří nemile snášeli novou situaci, kdy byli včleněni do raného státního útvaru, tak před Maďary, pociťujícími pokoření a křivdu v důsledku ztráty Horních Uher (Slovenska). Panovaly rovněž nezanedbatelné obavy z pokusů o restauraci zaniklého Rakousko-Uherska. Zmíněné státy se neštítily zpravodajské agrese proti zranitelnému sousedovi (již v lednu roku 1919 byli policií zatčeni a následně vypovězeni z území ČSR pro špionáž německý konzul von Gebsattel a vicekonzul Schwarz).
Za své výjimečné zásluhy obdržel roku 1921 Čeněk Haužvic nejvyšší státní vyznamenání Francie – Řád čestné legie. Čeněk Haužvic setrval v čele vojenského zpravodajství do konce roku 1923. Následně se stal velitelem Pěšího pluku 38 se sídlem v Berouně. Ve stejném roce dostal Čeněk Haužvic hodnocení, v němž je popsán jako „výtečný, vynikající důstojník gen. štábu, výtečný velitel pluku s prvotřídními vědomostmi a velkými válečnými zkušenostmi. Pro velitelství brigády výborně způsobilý". Taktéž následující hodnocení ho doporučilo „pro velitelství divise velice způsobilý". Od října 1925 velel Čtvrté pěší brigádě. Do hodnosti brigádního generála byl povýšen v květnu roku 1928. V listopadu roku 1930 absolvoval informační kurz pro plukovníky a generály ve francouzském Versailles.
V říjnu 1932 se stal velitelem Páté tankové divize v Českých Budějovicích. V lednu 1934 byl povýšen na divizního generála. Do penze odešel v prosinci 1935 a o tři roky později byl opětovně aktivován z důvodu vojenských událostí v Evropě. Jako velitel se dostal do čela opevňovacího velitelství M-střed. Byl zodpovědný za výstavbu polního opevnění v Bystřici pod Hostýnem. Následkem mnichovského diktátu došlo 2. října 1938 k obsazování Sudet, činnost uvedeného velitelství pozbyla smyslu a Čeněk Haužvic byl opětovně penzionován.
Německou okupaci prožil Čeněk Haužvic jako penzista v Praze. Podle informací rodiny[zdroj⁠?!] se účastnil protifašistického odboje. Po komunistickém převratu se jako bývalý čelný vojenský zpravodajec dostal do hledáčku 5. oddělení (obranného zpravodajství) Hlavního štábu. Na jaře 1949 byl vmanipulován do řízené provokace a spolu s dalšími bývalými vysokými důstojníky byl vyšetřován a obviněn v zinscenovaném procesu. Státní soud v Praze ho sice na rozdíl od generálů Josefa Peška a Františka Nosála původních obvinění zprostil, ale vojenské úřady mu přesto odebraly jeho generálskou hodnost, a tak se stal vojínem.
Čeněk Haužvic zemřel dne 4. července 1961 v obci Kališti-Poddubí (okres Praha-východ). Po roce 1989 začaly být zasloužilým důstojníkům vojenského zpravodajství udělovány medaile s podobiznou zakladatele Vojenského zpravodajství Čeňka Haužvice, který byl in memoriam oceněn 28. října 2013 ministrem obrany nejvyšším vojenským vyznamenáním ministra obrany Zlatá lípa. Tehdy odstartovali odpovědní činitelé proces, vedoucí k posmrtné rehabilitaci Čeňka Haužvice. Jeho degradaci na prostého vojáka z roku 1949 v plném rozsahu zrušil roku 2014 tehdejší ministr obrany Martin Stropnický.

## Vyznamenání
- Řád Čestné legie V. třída rytíř (1921)[4]
- Vyznamenání Zlaté lípy